# 山都中島西インターチェンジ
山都中島西インターチェンジ（やまとなかしまにしインターチェンジ）は、熊本県上益城郡山都町にある九州中央自動車道のインターチェンジである。
嘉島JCT方面出入口のみのハーフIC。

## 歴史
- 2018年（平成30年）
  - 10月17日 : IC名称が「山都中島西IC」に正式決定[1]。
  - 12月16日 : 小池高山IC - 山都中島西IC間開通に伴い、供用開始[2]。
- 2024年（令和6年）2月11日 : 山都中島西IC - 山都通潤橋IC間開通[3][4][5]。

## 接続する道路
- 直接接続
  - 国道445号

## 料金所
無料区間であり料金所はない。

## 隣
E77 九州中央自動車道
(2)上野吉無田IC - (3)山都中島西IC - (4)山都中島東IC